# برانوین مایر
برانوین مایر (انگلیسی: Bronwyn Mayer؛ زادهٔ ۳ ژوئیه ۱۹۷۴) بازیکن زن واترپلو اهل استرالیا بود.
وی در مسابقات کشوری و بین‌المللی در مجموع برندهٔ ۲ مدال طلا شده‌است.